# Euro Open by Nissan 1999
Euro Open by Nissan 1999 var ett race som kördes över 16 heat. Mästare blev den senare formel 1-världsmästaren Fernando Alonso.

## Slutställning
| Plats | Förare           | Poäng |
| ----- | ---------------- | ----- |
| 1     | Fernando Alonso  | 164   |
| 2     | Manuel Gião      | 163   |
| 3     | Laurent Delahaye | 129   |
| 4     | Ángel Burgueño   | 118   |
| 5     | Rui Águas        | 115   |
| 6     | Antonio García   | 109   |